# Wolf-Dietrich Hardung
Wolf-Dietrich Hardung (* 11. November 1927 in Gleiwitz; † 15. Dezember 2009 in Tübingen) war Dekan des Kirchenbezirks Bad Cannstatt, früheres Mitglied des Leiterkreises der Evangelischen Sozietät (vormals Kirchliche Bruderschaft in Württemberg) und Mitbegründer der Friedensorganisation „Ohne Rüstung Leben“.

## Leben und Wirken
Als Fünfzehnjähriger kam der gebürtige Schlesier zur Heimatflak und nach dem Zweiten Weltkrieg in Gefangenschaft. Seine Erlebnisse veranlassten ihn, später in der Friedensbewegung aktiv zu werden.
Nach dem Krieg machte Hardung sein Abitur am Bodensee, wo er seine Eltern wiederfand, und studierte kurze Zeit an der Kunstakademie. Nach einigem Zögern – weil er sich nicht sicher war, ob er ein Leben lang würde predigen können – studierte er Theologie und zudem Archäologie, worin er eine Doktorarbeit zum Thema „Über die Darstellung des Leides in der Antike“ begann.
Hardung heiratete 1956 und erhielt eine halbe Vikarsstelle.
1957 wurde er zweiter Pfarrer in der Tübinger Jakobusgemeinde. Als diese wegen der wachsenden Neubaugebiete geteilt wurde und er die neue Stephanusgemeinde samt Kirche und Gemeinderäumen aufbaute, fand er für die geplante Dissertation nicht mehr genügend Zeit. Von 1973 bis zum Eintritt in den Ruhestand 1989 war er Dekan des Kirchenbezirks Bad Cannstatt.
Hardung war Mitbegründer der Friedensorganisation „Ohne Rüstung Leben“. Der zweite Satz ihrer Selbstverpflichtung stammt von Hardung: „Ich will in unserem Staat dafür eintreten, dass Frieden ohne Waffen politisch entwickelt wird.“ Über viele Jahre hinweg ergänzten sich der nachdenkliche Pfarrer Wolf-Dietrich Hardung und sein spontaner Kollege Werner Dierlamm in der Gruppe „Ohne Rüstung Leben“.
Die Selbstverpflichtungen fanden bis Oktober 1981 bereits 18.000 Unterschriften. Die Gruppe berief sich auf den sogenannten Satz von Nairobi, der bei einer dortigen Vollversammlung im November 1975 formuliert worden war: „Die Kirche sollte ihre Bereitschaft betonen, ohne den Schutz von Waffen zu leben“. Die entsprechende Selbstverpflichtung lautete demgemäß: „Ich bin bereit, ohne den Schutz militärischer Rüstung zu leben. Ich will in unserem Staat dafür eintreten, daß Frieden ohne Waffen politisch entwickelt wird.“ Da die Gruppe aber auch pazifistische Positionen vertrat, hat sich die Württembergische Landeskirche anfangs von ihr distanziert, denn im Augsburger Bekenntnis steht in Artikel 16: „daß Christen ... rechtmäßig Kriege führen ... können und daß diejenigen verdammt werden, die lehren, daß dies unchristlich sei.“ Dennoch wurde ein ökumenischer Friedensausschuss eingesetzt, in dem Vertreter von „Ohne Rüstung Leben“ mitarbeiten. Der Initiator dieser Bewegung war der Pfarrer Werner Dierlamm, der auch in der Synode mitarbeitete.
Hardungs Predigten und Reden setzten wichtige Akzente in der Friedensbewegung. In der heißen Phase des NATO-Doppelbeschlusses sprach er 1980 auf einer Gegenveranstaltung zur öffentlichen Gelöbnisfeier auf dem Stuttgarter Rathausplatz vor einigen tausend Menschen.
Ab 1984 war er für die „Offene Kirche“ in der württembergischen Landessynode, ab den 90er Jahren im damals sogenannten Leitungskreis und zugleich im Redaktionskreis tätig. In der ersten Periode war er im Ständigen Ausschuss und beide Male stellvertretender Vorsitzender im Ausschuss für Kirche, Gesellschaft und Ökumene. Diese Erfahrungen brachte er im Leitungskreis der Offenen Kirche ein, dem er von 1990 bis 1997 angehörte und den er später beratend begleitete.
Mit der Politik im Staat, aber vor allem auch in der Kirche, war er nicht immer einverstanden und hat sich deshalb an für ihn wichtigen Themen beteiligt. In Stuttgart wehrten sich zum Beispiel 1985 Kommunalpolitiker und eine Bürgerinitiative gegen eine geplante Asylbewerber-Unterkunft im Wohngebiet Hallschlag, das bereits einen Ausländeranteil von fast 40 Prozent aufwies. Bei einem weiteren Zustrom von Asylbewerbern, fürchtete der Cannstatter Dekan Wolf-Dietrich Hardung, könnten „die Jugendlichen auf dem Hallschlag durchdrehen“. Vor allem aber erregte er sich über alles, was mit Krieg zu tun hatte: die Militärseelsorge, deutsche Waffenlieferungen in Krisengebiete wie Jugoslawien und die Ausrüstung von afrikanischen Kindersoldaten mit in Deutschland hergestellten Gewehren.
Am 15. Dezember 2009 starb Wolf-Dietrich Hardung. Er fand seinen letzten Ruheplatz auf dem Tübinger Bergfriedhof.

## Werke
- Leitlinien Bonhoeffers für die Kirche 50 Jahre nach seinem Tod In: Offene Kirche Nr. 2/1995.
- Friedensbewegung als Teil der Ökumene. In: Und strecke mich aus nach dem was da vorne ist. 25 Jahre Offene Kirche. Themen für die evangelische Landeskirche in Württemberg. Herausgegeben von Eva-Maria Agster, 1997 (online), S. 53–57.